# Volksbank Göttingen
Die Volksbank Göttingen eG war eine Genossenschaftsbank mit Sitz in Göttingen. Partner aus der genossenschaftlichen Finanzgruppe waren die R+V Versicherung, die Bausparkasse Schwäbisch Hall, die Union Investment, die VR Leasing, die DZ Bank, die DZ Privatbank und die Deutsche Genossenschafts-Hypothekenbank. Das Geschäftsgebiet umfasste in Südniedersachsen den Raum Göttingen, Bovenden, Nörten-Hardenberg, Northeim sowie Hann. Münden/Hedemünden und in Thüringen das Heilbad Heiligenstadt.

## Geschichte der Volksbank Göttingen
Die historischen Wurzeln des regionalen Bankhauses reichen zurück bis in die 1890er Jahre. Die Volksbank Göttingen eG entstand durch Verschmelzung von insgesamt vier südniedersächsischen Genossenschaftsbanken, und zwar durch Fusionen als übernehmende Genossenschaft mit der Spar- und Darlehenskasse Herberhausen-Roringen (1964), der Volksbank eG mit Sitz in Nörten-Hardenberg (1980) und der Raiffeisenbank Hedemünden e.G. (1991).
Am 1. Januar 2017 fusionierte die Volksbank Göttingen eG mit der Kasseler Bank eG zur Volksbank Kassel Göttingen eG. 

### Historische Entwicklung der Volksbank Göttingen
In Göttingen setzten sich Ende des 19. Jahrhunderts Handwerker und Kaufleute zusammen, um über die Gründung einer eigenen Genossenschaftsbank zu beraten. Sie trafen sich in der zweiten Jahreshälfte 1896 regelmäßig in der Gaststätte Krisches Kelle, Ecke Theaterstraße (früher Kuperstraße)/Weender Straße. Das Lokal befand sich gegenüber der jetzigen Buchhandlung Hugendubel – heute Ecke Theaterstraße/Weender Straße. Am 14. November 1896 bildeten sechs Handwerker den Aufsichtsrat und 14 Mitglieder unterzeichneten das Gründungsprotokoll. Die Volksbank Göttingen nahm ihren Geschäftsbetrieb dann im Jahr 1897 auf. Zu Beginn hieß sie Göttinger Spar-und Darlehenskasse e.G.m.b.H. und startete mit nur 103 Mitgliedern. Das erste Geschäftsjahr wurde mit einem Umsatz von 413.317 Mark abgeschlossen. Im Jahre 1922 beging das Bankhaus sein 25-jähriges Jubiläum. Diese Feier war von den chaotischen Finanzverhältnissen der Inflationszeit überschattet. Im November 1923 wurde die Rentenmark eingeführt. Danach ging es mit der Bank wieder bergauf. Im Frühjahr 1943 beschloss die Generalversammlung, einem Wunsch des Genossenschaftsverbandes nachkommend, ihre Namensänderung in „Volksbank Göttingen eGmbH“. Göttingen hatte das Glück, dass durch die kampflose Übergabe der Stadt am 8. April 1945 das Wirtschaftsleben kaum gestört wurde. Ihr 50-jähriges Bestehen feierte die Volksbank Göttingen aber aufgrund der Folgen des Zweiten Weltkriegs dennoch nicht. Für alle Bankhäuser in Deutschland war die Währungsreform am 20. Juni 1948 ein zukunftsweisendes Ereignis. Nach der Umstellung auf die DM gelang es auch der Volksbank Göttingen rasch, die starke Nachfrage kreditsuchender Geschäftsleute vor Ort zu befriedigen. Das Geschäftsvolumen der regionalen Genossenschaftsbank wuchs bis heute auf 893 Mio. Euro (Stand: 31. Dezember 2014). Durch die Verschmelzung mit benachbarten Genossenschaftsbanken vergrößerte sich auch das Geschäftsgebiet erheblich. 1964 fusionierte die Volksbank Göttingen eG als übernehmende Genossenschaft mit der Spar- und Darlehenskasse Herberhausen-Roringen, 1980 mit der Volksbank Nörten-Hardenberg und 1991 mit der Raiffeisenbank Hedemünden. Die heutige, das Göttinger Stadtbild prägende, Zentrale der Volksbank Göttingen wurde nach einer Bauzeit von 22 Monaten am 22. Mai 1972 Am Geismartor in Betrieb genommen. Das 7-stöckige Gebäude wurde im Jahr 1994/1995 im Innern komplett modernisiert und erhielt 2001 eine neue blaue Glasfassade. Im Jahre 2014 betrieb die Volksbank Göttingen 16 Filialen, 3 SB-Filialen und einen Bankbus, der 14 Ortschaften bediente.
Die Volksbank Göttingen eG fusionierte im zum 1. Januar 2017 mit der Kasseler Bank eG zur Volksbank Kassel Göttingen eG. Die Eintragung in das Genossenschaftsregister fand am 12. Oktober 2017 statt.

### Historische Entwicklung der Raiffeisenbank Hedemünden
Am 11. Dezember 1892 gründeten 39 Bürger Hedemündens die Spar- und Darlehnskasse eGmuH zu Hedemünden. Die Kreditgenossenschaft war am 16. Dezember 1892 in das Genossenschaftsregister des Königlichen Amtsgerichtes Hann. Münden eingetragen worden. Am 1. Januar 1893 nahm die Kasse ihren Geschäftsbetrieb auf. Die Mitgliederzahl war bis zum Ende des ersten Geschäftsjahres auf 67 Personen angestiegen. Betrieb die Spar- und Darlehnskasse in Hedemünden anfangs ausschließlich Geld- und Kreditgeschäfte, so stimmte die Generalversammlung in ihrer Sitzung am 23. Dezember 1935 auch der Aufnahme des Warengeschäftes sowie der gemeinschaftlichen Maschinennutzung zu. Zwei Jahre nach dem Ende des Zweiten Weltkrieges, am 28. September 1947, beschloss die Generalversammlung die Umwandlung der Kreditgenossenschaft in eine eingetragene Genossenschaft mit beschränkter Haftpflicht. Am 21. Juni 1948, nach der Währungsreform, startete sie mit der Eröffnungsbilanzsumme von 213.792 DM. Die Generalversammlung stimmte in ihrer außerordentlichen Sitzung am 20. Dezember 1966 der Verschmelzung mit der Spar- und Darlehnskasse Mollenfelde eGmbH, als übertragende Genossenschaft, auf der Basis des Verschmelzungsvertrages vom 29. November 1966, zu. Die Spar- und Darlehnskasse Mollenfelde eGmbH war am 24. Januar 1920 gegründet und am 16. Februar 1920 in das Genossenschaftsregister des Amtsgerichtes Reinhausen eingetragen worden. Die Genossenschaft betrieb Geld- und Kreditgeschäfte sowie Warenhandel. Nach dieser Fusion firmierte die Kreditgenossenschaft unter dem Namen Spar- und Darlehnskasse Hedemünden-Mollenfelde eGmbH. Sie fusionierte drei Jahre später erneut: Am 21. Juni 1969 stimmte die Generalversammlung der Fusion mit der Spar- und Darlehnskasse Lippoldshausen eGmbH, als übertragende Genossenschaft, auf der Basis des Verschmelzungsvertrages vom 14. Mai 1969, zu. Die Spar- und Darlehnskasse Lippoldshausen eGmbH war 1934 gegründet und am 10. September 1934 in das Genossenschaftsregister des Amtsgerichtes Hann. Münden eingetragen worden. Im September 1934 waren 18 Genossen in das Mitgliederverzeichnis eingetragen. Am 25. April 1973 beschloss die Generalversammlung der Spar- und Darlehnskasse Hedemünden-Mollenfelde eGmbH die Umfirmierung in Raiffeisenbank Hedemünden eGmbH. Am 3. November 1978 stimmte die Generalversammlung der Verschmelzung, auf der Basis des Verschmelzungsvertrages vom 11. September 1978, mit der Spar- und Darlehnskasse Wiershausen eG, als übertragende Genossenschaft, zu. Belief sich die Bilanzsumme der Raiffeisenbank Hedemünden 1976 noch auf rund 17 Mio. DM, so stieg sie bis 1991 auf rund 95 Mio. DM an. In ihrer Generalversammlung am 30. August 1991 stimmte diese der Verschmelzung mit der Volksbank eG Göttingen, als übernehmende Genossenschaft, auf der Grundlage des Verschmelzungsvertrages vom 23. April 1991, zu. Die Genossenschaftsregisterbände des Amtsgerichtes Hann. Münden befinden sich im Amtsgericht Göttingen (Stand 2010). Die Registerbände der ehemaligen Amtsgerichte in Northeim und Moringen sind nicht erhalten. Der Verbleib der Genossenschaftsregisterbände des Amtsgerichtes Göttingen sowie des Amtsgerichtes Reinhausen konnte vom Göttinger Amtsgericht im Rahmen dieser Recherchen nicht abschließend geklärt werden.

## Gesellschaftliches Engagement der Volksbank Göttingen
Die Volksbank Göttingen setzte sich für gesellschaftliche Anliegen in ihrem Geschäftsgebiet ein. 2014 unterstützte die Bank in den Bereichen Soziales, Kulturelles und Sport 60 Einrichtungen und Projekte mit rund 53.000 Euro. Jahr für Jahr beteiligte sie sich außerdem an Jugend-Wettbewerben der Volksbanken Raiffeisenbanken, wie zum Beispiel am Mal- und Videowettbewerb jugend creativ und am Wettbewerb für mehr Miteinander Fair bringt mehr.